# Университет Кларка
Университет Кларка — частный исследовательский университет, расположенный в городе Вустер (штат Массачусетс, США). Назван в честь своего основателя, Джонаса Гилмана Кларка, успешного американского бизнесмена, внёсшего крупное денежное пожертвование для учреждения университета в 1887 году. Является одним из первых современных исследовательских университетов США.